# Admestina
Admestina e un gen al familiei de păianjeni săritori Salticidae.

## Specii
- Admestina archboldi (Piel), 1992 — SUA
- Admestina tibialis (C. L. Koch, 1846) — SUA
- Admestina wheeleri (Peckham & Peckham), 1888 — SUA, Canada